# Norrskogen
Norrskogen är en halvö i Åland (Finland). Den ligger i den södra delen av landskapet, 10 km nordost om huvudstaden Mariehamn. Norrskogen ligger på ön Fasta Åland.